# Organización territorial de Cantabria

Mapa municipal de Cantabria.

La comunidad autónoma de Cantabria (España) se estructura en municipios, comarcas (aún por desarrollar) y, judicialmente, en partidos judiciales.

## Municipios
Cantabria se organiza en municipios que, por lo general, tienen varias localidades y éstas varios barrios. Algunos municipios tienen el nombre de una de sus localidades (sea su capital o no) y otros no comparten nombre con ninguna de sus localidades. Cada municipio está regido por su propio ayuntamiento.
- Municipios de Cantabria (Con datos de INE 2017).
  - Municipios de Cantabria por población (Con datos de INE 2012).

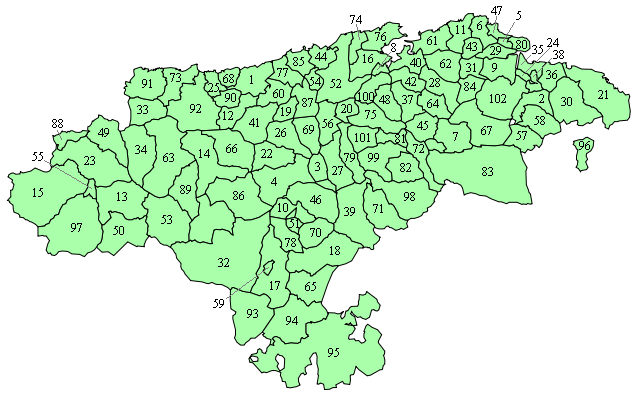
Mapa municipal de Cantabria con los municipios indicados.

- Localidades de Cantabria.

Lista de municipios de Cantabria

## Áreas y zonas demográficas (Instituto Cántabro de Estadística, ICANE)[1]
- Área costera
  - C1. Municipio de Santander (Santander).
  - C2. Arco Metropolitano de Santander (el Astillero, Camargo, Marina de Cudeyo, Ribamontán al Mar, Santa Cruz de Bezana).
  - C3. Área de influencia urbana de Santander (Castañeda, Entrambasaguas, Liérganes, Medio Cudeyo, Penagos, Piélagos, Puente Viesgo, Ribamontán al Monte, Riotuerto, Santa María de Cayón, Villaescusa).
  - C4. Área de Torrelavega (Cartes, Miengo, Polanco, Reocín, Santillana del Mar, Suances, Torrelavega).
  - C5. Comarca Costera Occidental (Alfoz de Lloredo, Comillas, Ruiloba, San Vicente de la Barquera, Udías, Valdáliga, Val de San Vicente).
  - C6. Comarca Costera Oriental (Ampuero, Argoños, Arnuero, Bárcena de Cicero, Bareyo, Castro-Urdiales, Colindres, Escalante, Guriezo, Hazas de Cesto, Laredo, Liendo, Limpias, Meruelo, Noja, Santoña, Solórzano, Voto).
- Valles interiores
  - I1. Liébana (Cabezón de Liébana, Camaleño, Cillorigo de Liébana, Lamasón, Peñarrubia, Pesaguero, Potes, Tresviso, Vega de Liébana).
  - I2. Valle del Nansa (Herrerías, Polaciones, Rionansa, Tudanca).
  - I3. Valle del Saja (Cabezón de la Sal, Cabuérniga, Mazcuerras, Ruente, los Tojos).
  - I4. Valle alto y medio del Besaya (Anievas, Arenas de Iguña, Bárcena de Pie de Concha, Cieza, los Corrales de Buelna, Molledo, San Felices de Buelna).
  - I5. Valle medio del Pas y Valle del Pisueña (Corvera de Toranzo, Santiurde de Toranzo, Saro, Selaya, Villacarriedo, Villafufre).
  - I6. Alto Asón (Arredondo, Ramales de la Victoria, Rasines, Ruesga, Soba, Valle de Villaverde).
  - I7. Valles altos del Pas y del Miera (Luena, Miera, San Pedro del Romeral, San Roque de Riomiera, Vega de Pas).
  - I8. Campoo y los Valles del Sur (Campoo de Yuso, Campoo de Enmedio, Hermandad de Campoo de Suso, Pesquera, Reinosa, las Rozas de Valdearroyo, San Miguel de Aguayo, Santiurde de Reinosa, Valdeolea, Valdeprado del Río, Valderredible).

## Comarcas

Mapa de las comarcas de Cantabria.
Asón-Agüera.
Besaya.
Campoo-Los Valles.
Costa Occidental.
Costa Oriental.
Liébana.
Saja-Nansa.
Santander.
Trasmiera.
Valles Pasiegos.

Actualmente las comarcas en Cantabria no tienen un carácter administrativo y apenas están definidas. Únicamente Liébana, por su condición geográfica en los Picos de Europa, Trasmiera y Campoo-Los Valles, en el valle del Ebro, se establecen como comarcas claramente definidas en la región. No obstante se pueden establecer diferencias funcionales en el territorio que dividen la región a modo de comarcas:
- Comarca de Asón-Agüera.
- Comarca del Besaya.
- Comarca de Campoo-Los Valles.
- Comarca de la Costa Occidental.
- Comarca de la Costa Oriental.
- Comarca de Liébana.
- Comarca de Saja-Nansa.
- Comarca de Santander.
- Comarca de Trasmiera.
- Comarca de los Valles Pasiegos.

### Comarcas naturales
En relación con los rasgos físicos del medio natural Cantabria se dividen en diez comarcas que atienden a las diferentes franjas bastante definitorias en que se fracciona el territorio de la comunidad.
- Franja costera:
  - La Marina.

- Franja intermedia (valles cantábricos perpendiculares a la costa):
  - Liébana.
  - Valle del Nansa.
  - Valle del Saja.
  - Valle del Besaya.
  - Valle del Pas-Pisueña.
  - Valle del Miera.
  - Valle del Asón-Gándara.

- Franja meridional (cuencas del río Ebro y del Duero, lo que formaría Campoo-Los Valles):
  - Campoo-Los Valles.
  - Los Valles del sur (Valderredible, Valdeolea y Valdeprado del Río).

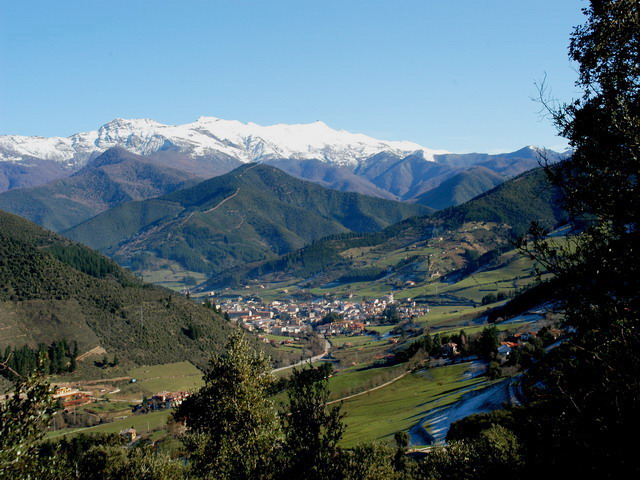
Vista de la villa de Potes, cabecera de la comarca histórica de Liébana.

### Comarcas históricas
A partir del siglo XIII la organización de Cantabria en valles, típica de todo el norte de España, fue sustituida por las ciudades, villas o comarcas históricas que agrupaban valles:
- Liébana.
- Asturias de Santillana.
- Trasmiera.
- Campoo
- Valderredible.
- Valles Pasiegos.

## Partidos judiciales

Mapa municipal de Cantabria con los partidos judiciales.

Cantabria se divide en ocho partidos judiciales. En la capital del municipio del que toma el nombre cada uno de estos partidos judiciales existen Juzgados de Primera Instancia e Instrucción. A continuación se muestran los ocho partidos judiciales de Cantabria y los municipios que corresponden a su jurisdicción.
| Número | Nombre                     | Municipios |
| ------ | -------------------------- | --- |
| 1      | Torrelavega                | Alfoz de Lloredo, Anievas, Arenas de Iguña, Bárcena de Pie de Concha, Cabezón de la Sal, Cabuérniga, Cartes, Cieza, Los Corrales de Buelna, Mazcuerras, Miengo, Molledo, Polanco, Reocín, Ruente, San Felices de Buelna, Santillana del Mar, Suances, Los Tojos, Torrelavega              |
| 2      | Laredo                     | Ampuero, Arredondo, Colindres, Laredo, Liendo, Limpias, Ramales de la Victoria, Rasines, Ruesga, Soba, Voto |
| 3      | Santander                  | El Astillero, Camargo, Piélagos, Santander, Santa Cruz de Bezana, Villaescusa |
| 4      | San Vicente de la Barquera | Cabezón de Liébana, Camaleño, Cillorigo de Liébana, Comillas, Herrerías, Lamasón, Peñarrubia, Pesaguero, Polaciones, Potes, Rionansa, Ruiloba, San Vicente de la Barquera, Tresviso, Tudanca, Udías, Val de San Vicente, Valdáliga, Vega de Liébana                                       |
| 5      | Reinosa                    | Campoo de Enmedio, Campoo de Yuso, Hermandad de Campoo de Suso, Pesquera, Reinosa, Las Rozas de Valdearroyo, San Miguel de Aguayo, Santiurde de Reinosa, Valdeolea, Valdeprado del Río, Valderredible                                                                                     |
| 6      | Santoña                    | Argoños, Arnuero, Bárcena de Cicero, Bareyo, Escalante, Hazas de Cesto, Meruelo, Noja, Ribamontán al Mar, Ribamontán al Monte, Santoña, Solórzano |
| 7      | Medio Cudeyo               | Castañeda, Corvera de Toranzo, Entrambasaguas, Liérganes, Luena, Marina de Cudeyo, Medio Cudeyo, Miera, Penagos, Puente Viesgo, Riotuerto, San Pedro del Romeral, San Roque de Riomiera, Santa María de Cayón, Santiurde de Toranzo, Saro, Selaya, Vega de Pas, Villacarriedo, Villafufre |
| 8      | Castro Urdiales            | Castro Urdiales, Guriezo, Valle de Villaverde |

## Otras divisiones

### Zonas sanitarias
La atención sanitaria pública en Cantabria divide a la comunidad autónoma en 4 zonas sanitarias que tienen como referencia un hospital en cada una de ellas. En el caso de la zona sanitaria de Santander éste es el Hospital Valdecilla, en el caso de Torrelavega el Hospital Sierrallana, en el caso de Laredo el Hospital de Laredo y en el caso de Reinosa el Hospital Tres Mares. Cada una de las zonas a su vez se divide en zonas básicas de salud, con un centro de salud en cada una.
| Número | Nombre      | Zonas básicas de salud |
| ------ | ----------- | --- |
| 1      | Santander   | Miera, Alto Pas, Pisueña II Selaya, Bajo Pas, Maruca y Bezana, Cazoña y El Alisal, Centro, Cudeyo, Dávila, Astillero, Camargo Costa e Interior, Pisueña I Santa María de Cayón, Puerto y Nueva Montaña, Puerto Chico, Sardinero, Vargas. |
| 2      | Laredo      | Meruelo, Alto Asón, Bajo Asón, Agüera, Castro Urdiales (CS La Barrera y Cotolino II) Gama, Laredo, Colindres, Santoña. |
| 3      | Reinosa     | Campoo, Los Valles. |
| 4      | Torrelavega | Altamira, Besaya, Torrelavega Sur, Torrelavega Norte, Torrelavega Centro, Liébana, Nansa, Polanco, Saja-Cabuérniga, San Vicente de la Barquera, Suances.                                                                                 |